# Zofia Kodrębska
Zofia Kodrębska (ur. 1798, zm. 21 sierpnia 1885 w Wieniatyczach koło Włodzimierza Wołyńskiego) – uczestniczka powstania listopadowego.
Pochodziła z terenów późniejszego Królestwa Kongresowego. Po burzliwych przejściach (m.in. wyjechała z kraju razem z narzeczonym, który ją następnie opuścił) wstąpiła do wojska Królestwa Polskiego w przebraniu męskim; służyła pod nazwiskiem Wańkowicz w 8 pułku piechoty, ciesząc się dobrą opinią przełożonych i pełniąc obowiązki ordynansa pułkownika Jana Skrzyneckiego. W czasie powstania listopadowego, za odwagę na polu walki, została awansowana na podoficera i odznaczona krzyżem Orderu Virtuti Militari. Jej płeć została ostatecznie rozpoznana w szpitalu polowym, dokąd trafiła ranna w nogę; zdołała jednak uprosić personel i utrzymać prawdę w tajemnicy.
Po upadku powstania ponownie wyjechała z kraju. Powróciła i zamieszkała na Wołyniu, kiedy córka polskiego małżeństwa, u którego mieszkała, wyszła za mąż. W wołyńskiej wsi Wieniatycze towarzyszyła tej kobiecie, do końca życia pozostając w stanie panieńskim.